# Portsmouth FC
A Portsmouth (teljes nevén Portsmouth Football Club, röviden Portsmouth FC) labdarúgócsapatát 1898-ban alapították a dél-angliai Portsmouth városában. Jelenleg a harmadosztályban szerepelnek.

## Klubtörténet

### A kezdetek (1898–1939)
A csapatot 1898. április 5-én alapították, a helyi sörgyár tulajdonosa, John Brickwood lett az elnök, Frank Brettell pedig a menedzser. 1899-ben csatlakoztak a Southern League-hez (Déli Liga), első bajnoki meccsüket a Chatham Town ellen játszották 1899. szeptember 2-án (1–0-s győzelem). Három nappal később lejátszották első rangadójukat a helyi rivális Southampton ellen. Első szezonjuk remekül sikerült, 28 meccsükből 20-at megnyertek, amivel másodikak lettek. Az 1910–11-es idényben kiestek, de Bob Brown irányítása alatt rögtön visszajutottak.
Az első világháború kitörésével a labdarúgás szünetelt, a békekötés után bepótolták az elmaradt meccseket. Ez jól sikerült a Pompey-nak, így bajnokok lettek a Southern League-ben és a Labdarúgó Liga harmadosztályában folytathatták szereplésüket. Az 1920–21-es szezonban 12.-ek lettek, majd 1923–24-ben bajnokként jutottak fel a másodosztályba. Az 1926–27-es évadban másodikként jutottak fel az élvonalba, közben 9–1-re verték a Notts Countyt.
A csapat első élvonalbeli szezonja meglehetősen nehézre sikerült, a következő idény még rosszabb volt, elszenvedték történetük máig legnagyobb vereségét, 10–0-ra kaptak ki a Leicester City ellen. Ennek ellenére bejutottak az FA-kupa döntőjébe, de ott kikaptak a Bolton Wandererstől.
A kikötővárosiak végül elkerülték a kiesést és az eredményeik elkezdtek javulni. 1934-ben ismét bejutottak az FA-kupa-döntőbe, menetelésük során legyőzték a Manchester Unitedet, a Bolton Wandererst, a Leicester Cityt és a Birmingham Cityt, de a finálén a Manchester City jobbnak bizonyult.
Ezt követően a Pompey már stabil élvonalbeli gárdának számított, 1939-ben harmadszor is kupadöntőt játszhattak. Ellenfelük, a Wolverhampton Wanderers esélyesebbnek számított, de a Kékek nyertek 4–1-re. Bert Barlow és Jock Anderson egy-egy, Cliff Parker pedig két gólt szerzett.
A labdarúgás a második világháború kitörésével ismét szünetelt, így a Portsmouth birtokolhatta legtovább a kupát, mivel a sorozat csak az 1945–46-os idényben tért vissza.

### A Pompey a háború után (1946–1971)
A hivatalos bajnokság az 1946–47-es szezonnal újra kezdetét vette. A következő idényben a PFC-t esélyesnek tartották arra, hogy a bajnoki címet és az FA-kupát is megnyeri, ami szép lett volna a csapat fennállásának 50. évfordulóján. A kupából azonban az elődöntőben kiestek a Leicester ellen, a bajnoki címet viszont elhódították egy látványos szezon után. Ebben a szezonban egyik meccsükre 51 385-en látogattak ki, ami máig érvényes nézőcsúcs.
A klub a következő évadban megvédte bajnoki címét az utolsó fordulóban, az Aston Villa ellen elért 5–1-es győzelemmel. Ezzel a Pompey egyik lett azon öt angol csapatnak, mely legalább kétszer egymás után bajnok lett a második világháború után. Annak ellenére, hogy az 1954–55-ös szezonban harmadikok lettek, hamar leromlottak eredményeik és 1959-ben kiestek.
A Pompey 1961-ben a másodosztályból is kiesett, de rögtön visszajutott George Smith irányítása alatt. A csapatnak azonban nem volt elég pénze, így Smith lehetőségei korlátozva voltak. Az 1960-as évek további részében végig a Second Divisionban szerepeltek. 1970-ben Smith pénzügyi igazgató lett.

### A Pompey és John Deacon (1972–1988)
1972-ben John Deacon lett a klub elnöke és nagyobb pénzösszegeket adott fejlesztésre, de a bajnoki helyezések nem javultak. Az elnök később már nem volt képes ilyen mértékben támogatni csapatát, így az 1976-ban a harmadosztályba került.
1976 novemberében a Portsmouthnak ki kellett fizetnie 25 000 fontos tartozását, hogy ne menjen csődbe, ezért több játékosát is eladta. A gárda kénytelen volt egy ismeretlen menedzserre, Ian St Johnra és tapasztalatlan játékosokra hagyatkozni, így nem meglepő, hogy 1978-ban kiestek a negyedosztályba.
1980-ban jutottak fel a harmadosztályba, ahol az 1982–83-as szezonban bajnokok lettek, így tehát már a másodosztályban voltak. Alan Ball irányítása alatt kétszer is majdnem visszakerültek az élvonalba, végül 1987-ben jártak sikerrel. Az 1987–88-as idény közepén ismét pénzügyi gondjaik támadtak, így újra kiestek. 1988 nyarán Deacon eladta a Pompey-t egy londoni üzletembernek, Jim Gregorynak, aki korábban a QPR-t is birtokolta.

### Jim Smith, Venables és Mandarić (1991–2001)
Az 1991–92-es szezon elején Jim Smith ült le a kispadra a Fratton Parkban. Munkáját segítette, hogy a csapatnál több fiatal és tehetséges játékos is dolgozott. Smith megerősítette a gárdát, mely el is jutott az FA-kupa elődöntőjébe, de ott megismételt találkozón kikapott a Liverpooltól. A következő idényben azért maradtak le a Premier League-be való feljutásról, mivel eggyel kevesebb gólt szereztek, mint a West Ham United.
1996 nyarán Terry Venables tanácsadóként érkezett a PFC-hez, majd később jelképes összegért, 1 fontért felvásárolta a gárdát. Ekkor is jól sikerült az FA-kupa-menetelésük, a Leeds Unitedet is legyőzve a negyeddöntőig jutottak, de a másodosztályban az osztályozós helyekre sem tudtak odaérni.

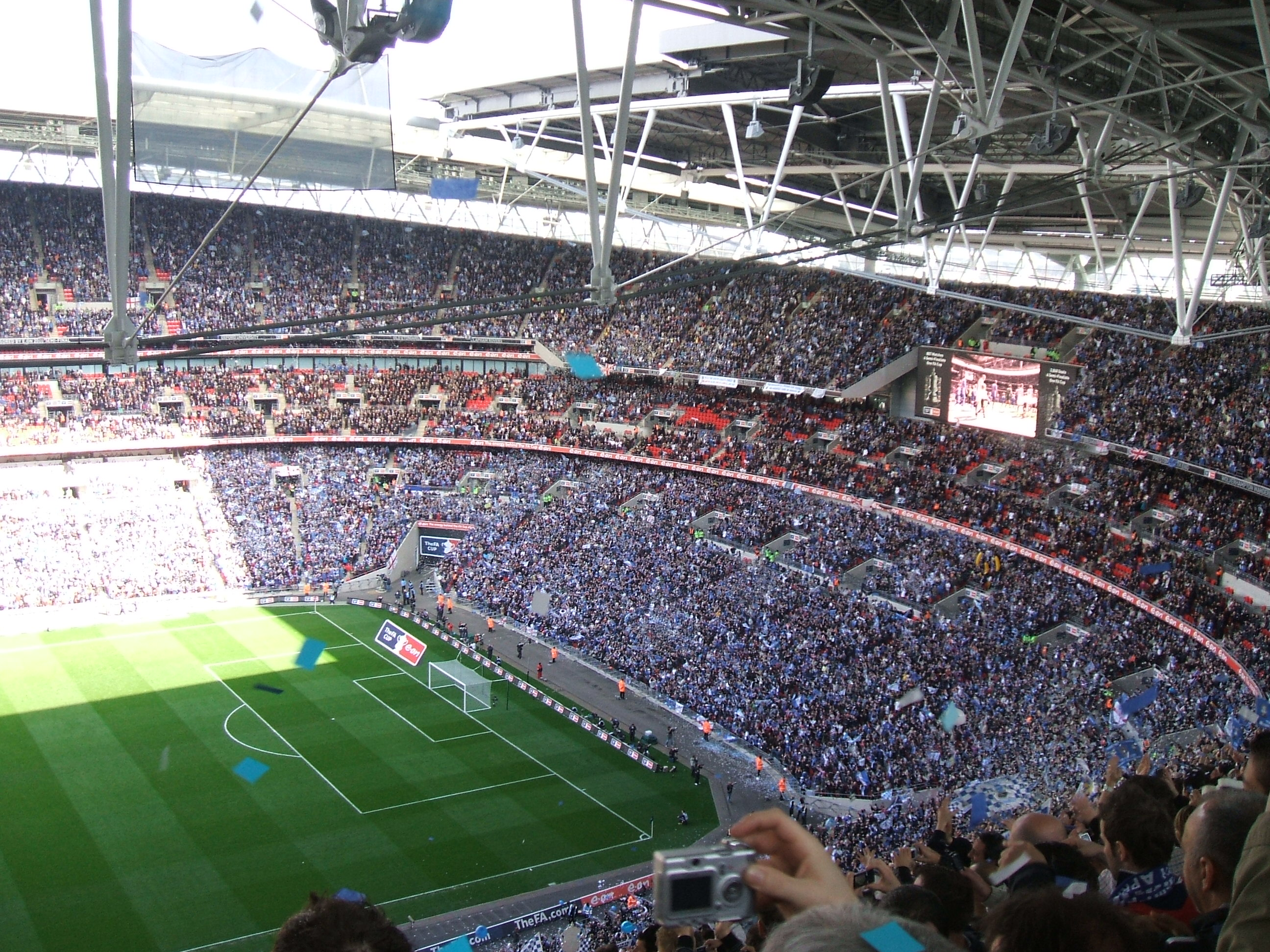
A Portsmouth szurkolói a 2008-as FA Kupa-elődöntőn

1998-ban ismét komoly pénzügyi gondjai voltak a Pompey-nak és decemberre megkezdődtek a felszámolási munkálatok. Milan Mandarić vásárolta fel a csapat 1999 májusában és ezzel megmentette őket a csődtől. Az új elnök hamar elkezdte "pénzelni" csapatát. A 2000–01-es évadban majdnem kiestek a másodosztályból, de az utolsó fordulóban győzelmet arattak a Huddersfield Town ellen.

### A Harry Redknapp-éra (2002–2008)
Harry Redknapp vette át a Portsmouth irányítását 2002 elején. Egy évvel később a Kékek bajnoki címet ünnepelhettek a második vonalban, ami természetesen feljutást ért.
Első három szezonjában 13., 16. és 17. lett a gárda a Premier League-ben. 2006 januárjában Alexandre Gaydamak vásárolta fel a kikötővárosiakat és nagy összeget tett hozzáférhetővé átigazolásokra. A 2006–07-es idényben a tabella első felében végeztek, alig lemaradva az európai porondra való kijutásról.
2008-ban 1939 után először ismét bejutottak az FA-kupa döntőjébe, miután az elődöntőben 1–0-ra verték a West Bromwich Albiont. A döntőben a Cardiff City volt az ellenfelük, őket is egy góllal verték meg. A kupasiker azt jelenti a Pompey számára, hogy a 2008–09-es idényben indulhat az UEFA-kupában.

## Klubszínek
A csapat legelső meze rózsaszín volt fehér sorttal és gesztenyebarna sportszárral. Ez az összeállítás 1909-ig maradt érvényben, amikor fehér mezre, királykék nadrágra és zoknira váltottak. 1947-ben a sportszár vörösre változott, ekkor kezdődött a klub legsikeresebb időszaka, így nem csoda, hogy ez a szín azóta is használatban van. Hazai mezeiken előszeretettel használják másodlagos színként a citromsárgát vagy az aranyszínt.
A leggyakoribb idegenbeli összeállítás egy fehér mezből, királykék sortból és királykék vagy fehér sportszárból áll. Az 1998–99-es idény óta a csapatnak minden alkalommal van egy fehér meze, melyet második vagy harmadik számúként használ. Történetük során más idegenbeli színek is előfordultak már, például citromsárga, vörös, rózsaszín, fekete, narancssárga, tengerészkék vagy aranyszín.

## Címerek
A Pompey hivatalos címere egy kék pajzs, melyen található egy aranyszínű csillag és egy félhold. Ezt az angol futballban "mosolygós címer"-nek hívják, mivel a csillag és a hold elrendezkedése miatt egy mosolygós arcra hasonlít.
Története során a Portsmouth többféle variációt is kipróbált, de aztán visszatértek az aranyszínű csillaghoz és holdhoz. Az 1950-es és 1960-as években a mezeken az aranyszínt fehér helyettesítette, mivel így olcsóbban kivitelezhető volt.
1980 és 1989 között másféle logót használtak, ezen volt egy horgony (a tengerészetet szimbolizálva) és egy kard (a hadseregre utalva), melyek tetején egy labda volt látható. Ennek volt egy kör alakú változata is, melyen a csillag és a félhold helyettesítette a labdát.
1989-ben visszatért az eredeti dizájn, melyet 1993-ban a városi címer váltott, ennek központjában a hold és a csillag állt, ezért nem tetszett a szurkolóknak. Ismét visszatért az eredeti verzió, mely 2008-ig volt használatban.
2008. május 6-án mutatták be az új címert, mely jelentősen eltér a régitől. Eltűnt a pajzs tetejéről az úgynevezett három kiugró, a csillag és a hold pedig térhatású lett.

## Stadion
A Portsmouth megalapítása óta a Fratton Parkban játszik. A folyamatos felújítások ellenére már látszanak rajta az idő múlásának nyomai. A 2003–04-es idény végén a vezetők kidolgoztak egy tervet, mely szerint a használaton kívüli vasúti depó helyén építtetnének egy új stadiont.
Ezeket a terveket kiszorította egy teljes átépítésről szóló tervezet, melynek keretében a játékteret körülbelül 90°-kal kellene elforgatni, hogy a befogadóképesség 35 000 főre nőjön. Ennek egy részét finanszírozná egy, a város korszerűsítését szorgalmazó program. A munkálatok elkezdését 2006 nyarára tervezték, de nem így történt.

## Riválisok
A Pompey legnagyobb riválisa a Southampton FC, de a két gárda közötti versengés az 1960-as évek közepéig nem létezett, mivel a Szentek alacsonyabb osztályban voltak. Meglehetősen ritkán került sor Portmouth-Southampton rangadóra, mivel történetük nagy részében más osztályban szerepeltek, ez most sincs másképp. 1977 óta mindössze három szezonban játszottak egymás ellen bajnokikat (1987–88, 2003–04, 2004–05). A Souther League-ben lejátszott meccsekkel együtt 67-szer csaptak össze, ebből 20-szor a Pompey, 34-szer a Southampton nyert.
Másik riválisuk a Plymouth Argyle, összecsapásaikat "Dockyard Derby"-nek nevezik.

## Sikerlista
2-szeres First Division (I. osztály) bajnok: 1949, 1950
1-szeres Second Division / First Division (II. osztály) bajnok: 2002–03
4-szeres Third Division South / Third Division / League One (III. osztály) bajnok: 1923–24, 1961–62, 1982–83, 2023–24
1-szeres Fourth Division / League Two (IV. osztály) bajnok: 2016–17
2-szeres Southern League First Division bajnok: 1901–02, 1919–20
3-szoros Western League First Division bajnok: 1900–01, 1901–02, 1902–03
2-szeres angol FA-kupa-győztes: 1938–39, 2007–08
1-szeres angol szuperkupa-győztes: 1949 (megosztva)
1-szeres angol EFL Trophy-győztes: 2018–19
4-szeres angol  Hampshire Senior Cup-győztes: 1902–03, 1912–13, 1951–52, 1986–87

## Játékoskeret
2024. február 1-től
| #  |     | Poszt | Név                                                      |
| -- | --- | ----- | -------------------------------------------------------- |
| 1  | ENG | K     | Will Norris                                              |
| 2  | ENG | V     | Zak Swanson                                              |
| 4  | ENG | V     | Ryley Towler                                             |
| 5  | WAL | V     | Regan Poole                                              |
| 6  | ENG | V     | Connor Ogilvie                                           |
| 7  | ENG | KP    | Marlon Pack ()                                           |
| 8  | AUS | KP    | Alex Robertson (kölcsönben a Manchester City csapatától) |
| 9  | ENG | CS    | Colby Bishop                                             |
| 10 | IRL | CS    | Anthony Scully                                           |
| 11 | NIR | CS    | Gavin Whyte                                              |
| 13 | ENG | K     | Matt Macey                                               |
| 14 | ENG | KP    | Ben Stevenson                                            |
| 15 | ENG | CS    | Christian Saydee                                         |
| 16 | WAL | KP    | Joe Morrell                                              |
| 17 | IRL | V     | Joe Rafferty                                             |
| 18 | IRL | V     | Conor Shaughnessy                                        |

| #  |     | Poszt | Név                                                    |
| -- | --- | ----- | ------------------------------------------------------ |
| 19 | AUS | CS    | Kusini Yengi                                           |
| 20 | ENG | V     | Sean Raggett                                           |
| 21 | ENG | V     | Jack Sparkes                                           |
| 23 | ENG | KP    | Owen Moxon                                             |
| 24 | NIR | KP    | Terry Devlin                                           |
| 25 | ENG | CS    | Abu Kamara (kölcsönben a Norwich City csapatától)      |
| 26 | WAL | KP    | Tom Lowery                                             |
| 28 | ENG | KP    | Tino Anjorin (kölcsönben a Chelsea csapatától)         |
| 29 | ENG | CS    | Josh Martin                                            |
| 31 | ENG | K     | Ryan Schofield                                         |
| 32 | NIR | CS    | Paddy Lane                                             |
| 34 | ENG | V     | Josh Dockerill                                         |
| 44 | JAM | KP    | Myles Peart-Harris (kölcsönben a Brentford csapatától) |
| 45 | WAL | KP    | Lee Evans                                              |
| 46 | SCO | V     | Tom McIntyre                                           |
| 49 | ENG | CS    | Callum Lang                                            |

### Kölcsönben
| #  |     | Poszt | Név                                                    |
| -- | --- | ----- | ------------------------------------------------------ |
| 22 | ENG | V     | Liam Vincent (kölcsönben aTonbridge Angels csapatánál) |
| 27 | TAN | V     | Haji Mnoga (kölcsönben aAldershot csapatánál)          |

| #  |     | Poszt | Név                                                                |
| -- | --- | ----- | ------------------------------------------------------------------ |
| 30 | WAL | KP    | Harry Jewitt-White (kölcsönben aHavant & Waterlooville csapatánál) |
| 33 | ENG | K     | Toby Steward (kölcsönben a Gosport csapatánál)                     |

## Linkek
- Hivatalos oldal